# Льюїс Вольф
Лу́їс Вольф (англ. Louis Wolff; 1898 рік, Бостон — 28 червня 1972 року) — видатний американський кардіолог.
Відомий у зв'язку з тим, що в 1930 році разом із Джоном Паркінсоном та Полом Дадлі Вайтом описав синдром, який отримав назву за їхніми прізвищами.
Був двічі одружений:
- Перший раз з Алісою Масканто (Alice Muscanto). Мали двох дітей — дочку Ліа (Lea (1 липня 1921 — 1 грудня 2007) — викладач французького; та сина Річарда (Richard (20 серпня 1923 −14 грудня 2009)) — кардіолог.
- Після смерті Аліси Масканто, одружився з Філіс Рафтель (Phyllis Raftell). Також мали двох дітей — дочку Сару (Sarah — 1954 р.н.) — вчителька молодших класів; та сина Чарльза (Charles — 1959 р.н.) — лікар.